# Патрісія Райт
Патрісія Райт (англ. Patricia C. Wright; нар. 10 вересня 1944) — американська приматолог, антрополог і природоохоронець. Райт найбільш відома за широке вивчення соціальних і сімейних взаємодій диких лемурів на Мадагаскарі. Вона створила Інститут збереження тропічних середовищ в університеті Стоні Брук. Вона активно працювала над збереженням природи і сприяла створенню національного парку Раномафана на Мадагаскарі.

## Біографія
Патрісія Райт — професор антропології в Державному університеті Нью-Йорка в Стоуні Брук, раніше була доцентом університету Дюка. Вона здійснила свій перший візит на Мадагаскар у 1986 році й була членом групи, яка відкрила Hapalemur aureus Meier, Albignac, Peyriéras, Rumpler & Wright, 1987. У 1995 році вона була нагороджена національною медаллю пошани Мадагаскару.

## Вшанування
На честь Патрісії Райт названо вид Lepilemur wrightae, який відомий з невеликої території південного Мадагаскару.